# Envisioneer Express 7.0
Envisioneer Express 7.0 jeste aplikacija pomoću koje se može predstaviti neka ideja kao dvodimenzionalni horizontalni projekat, a kasnije jednostavnim odabirom određenog alata videti kako taj projekat izgleda kao trodimenzionalni.
Pre početka rada sa aplikacijom potrebno je izvršiti određena podešavanja. Prvo treba podesiti oznaku jedinica. To se radi tako sto se sa linije menija izabere kartica Window-->Model Info pa iz novootvorenog prozora treba izabrati opciju Units, a zatim iz padajuće liste centimeter. Polje Dysplay Units Formats ne treba označti, jer se po pravilu merenja jedinica ne upisuje na crtež pri kotiranju.
Pošto se kotne inije završavaju kosom crtom, u prozoru Model Info, u polju sa leve strane, treba obeleziti Dimension(dimenzije), a zatim iz padajućeg menija Endpoints(kraj linije) izabrati Slash(kosa crta). Da bi se kotni broj ispisivao paralelno i iznad kotne lnije, obeleži Align to Dimension Line(poravnati sa glavnom kotnom linijom),a iz padajuće liste treba izabrati Above(iznad).